# Балтійський щит

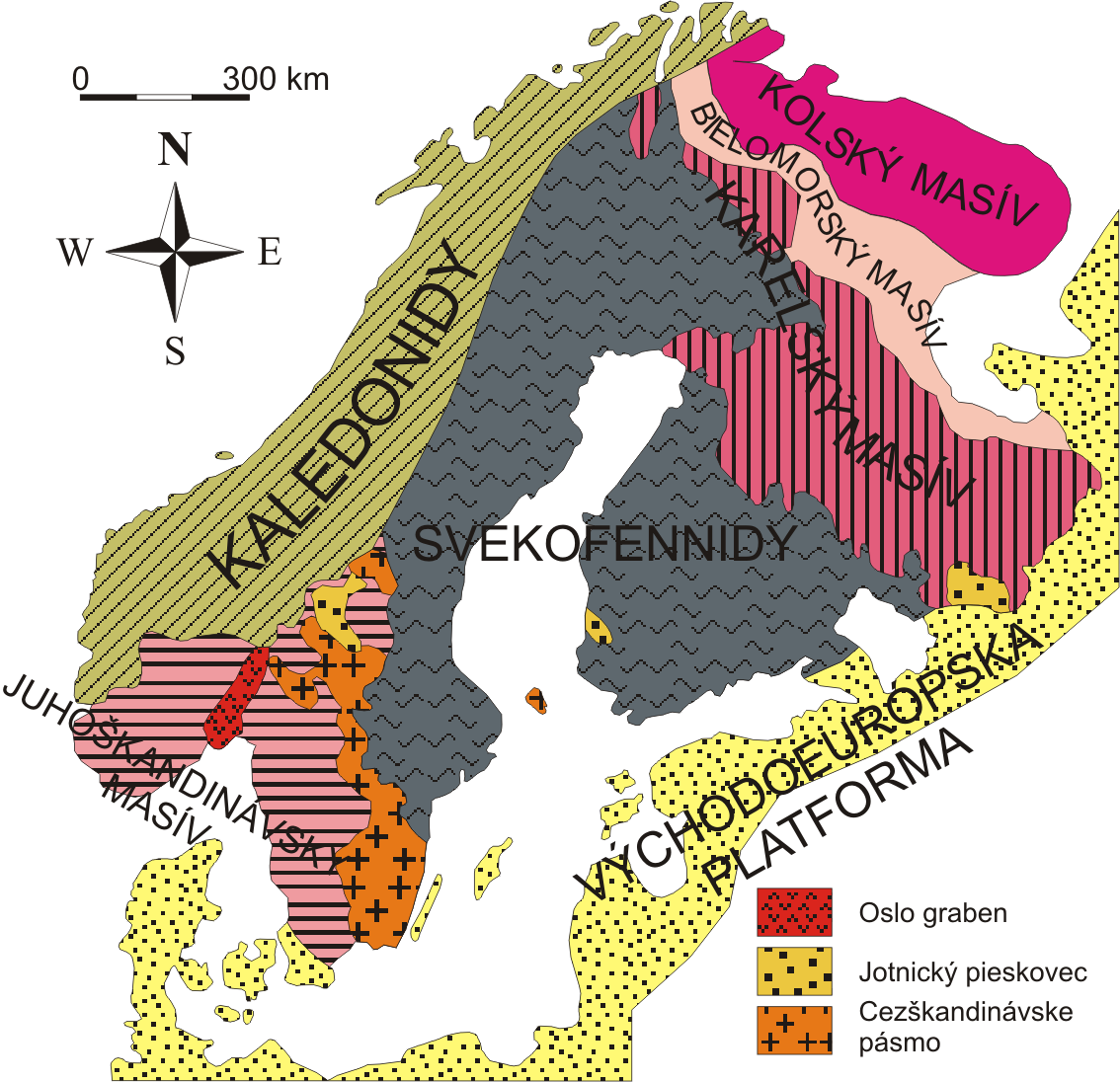
Балтійський щит

Балті́йський щит, Фенноскандина́вський щит  — виступ докембрійського фундаменту на південному заході Східноєвропейської платформи, займає значну частину Фенноскандії, північного заходу Росії та півночі підмурівка Балтійського моря. Складається в основному з архейських і протерозойських гнейсів та зеленокам'яних порід, які зазнали численних деформацій завдяки тектонічній діяльності
Містить найдавніші породи європейського континенту товщиною 250-300 км.
На північному заході межує зі складчастими спорудами каледонід Скандинавії, які насунені на кристалічні породи щита; у південному та південно-східному напрямках метаморфічні гірські породи занурюються під чохол осадових порід Російської плити.
Балтійський щит розділений на п’ять провінцій: Свекофенська та Свеконорвезька провінції у Фенноскандії, а також 
Карельська, 
Біломорська та 
Кольська провінції у Росії. Останні три розділені на кілька блоків і комплексів і містять найдавнішу з гірських порід, віком 2500-3100 млн. років. Наймолодші породи у Свеконорвезькій провінції, віком 900-1700 років.
Раніше вважався частиною стародавнього континенту, Балтійський щит збільшувався внаслідок акреції із іншими террейнами. Гори, створені цими тектонічними процесами, з тих пір еродовані до їхніх баз, і сьогодні регіон в основному рівнинний. За п’ять послідовних плейстоценових зледенінь та інтергляціалів, Балтійський щит очищений від новітніх відкладень. Дії льодовиків створили в районі безліч озер і струмків, на яких утримувався лише тонкий шар піщаного осаду, зібраного в западинах та ескерах. Більшість ґрунтів складається з морени, сірувато-жовтої суміші піску і гірських порід, з тонким шаром гумусу зверху. Величезні ліси, із майже виключно трьох видів сосни, ялини та берези домінують у ландшафті, чітко розмежовуючи його межі. Грунт кислий і майже не містить таких карбонатів, як вапняк. Переробка древніми льодовиками та кислотність ґрунту знищили всі палеонтологічно цікаві матеріали, такі як скам'янілості. Балтійський щит має важливі промислові мінерали та руди, такі як залізо, нікель, мідь та метали платинової групи. Зеленокам'яний пояс Центральної Лапландії вважається невивченою територією, яка має потенціал для існування родовищ золота.

## Хронологія денудації
Гори, що існували в докембрійський час, були еродовані вже під час пізнього мезопротерозою, коли відбулись інтрузії рапаківі. Подальша ерозія зробила місцевість досить рівною на момент осадження йотнійських відкладень. Оскільки протерозойська ерозія становить десятки кілометрів, багато докембрійських порід, які сьогодні спостерігаються у Фінляндії, є «підмурівком» давніх гірських масивів. Остання велика денудація призвела до утворення субкембрійського пінеплену у пізньому неопротерозої.
Лаврентія і Балтія зазнали колізії в силурі та девоні, утворюючи гірський масив розміром з Гімалаї, названий Каледонськими горами, приблизно на тій же площі, що і сучасні Скандинавські гори. Під час каледонського орогенезу Фінляндія, ймовірно, була крайовим прогином, покритою осадом; подальше підняття та ерозія знищили усі ці відкладення. Хоча Фінляндія залишалася зануреною, або дуже близькою до рівня моря з моменту утворення субкембрійського пінеплену, у подальшому рельєф сформувався невеликим підняттям, що призвело до різьблення долин річками.

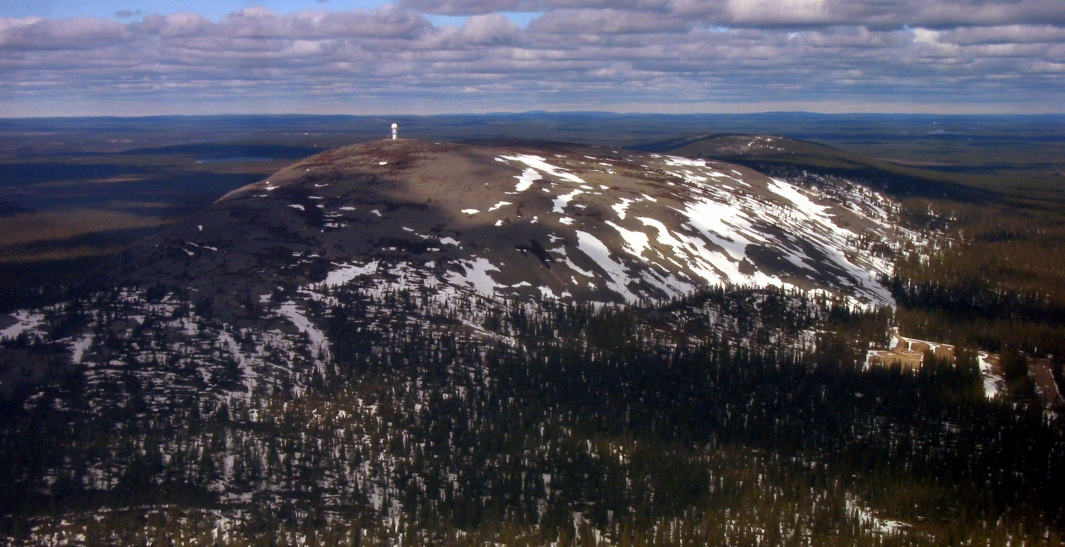
Луосто, інзельберг у фінській Лапландії

Денудація в мезозої має щонайбільше сотню метрів. За оцінками, рівнина інзельбергів у фінській Лапландії утворилася у пізню крейдову або палеогенову добу або шляхом педипленації, або етпленації. Будь-яка стара мезозойська поверхня у фінській Лапландії навряд чи пережила ерозію. Далі на захід, рівнини Маддус та інзельбергів утворені або шляхом педіпланації, або етпланації, через підняття Північних Скандинавських гір у палеогені.
Північні Скандинавські гори мали головне підняття в палеогені, тоді як південні Скандинавські гори та Південношведський купол були значною мірою зазнали підняття у неогені. Події підйому були одночасними з підняттям Східної Гренландії. Вважається, що всі ці підняття пов’язані із напруженнями далекого поля у літосфері Землі. Відповідно до цієї точки зору, Скандинавські гори та Південношведський купол можна порівняти з гігантськими антиклінальними літосферними складками. Складання могло бути спричинене горизонтальним стисненням, що діє на тонку до товсту зону переходну кори (як і всі пасивні окраїни). Підняття Скандинавських гір призвело до поступового нахилу півночі Швеції, сприяючи створенню паралельної схеми водовідведення цього регіону. Підйом Південношведського куполу, призвів до утворення п’ємонттреппену та перекриття річища Ерідану, відводячи його на південь.
Денудація у четвертинний період (останні 2,5 мільйона років) в середньому становить десятки метрів. Південне узбережжя Фінляндії, Аландські острови та Стокгольмський архіпелаг зазнали значної льодовикової ерозії у вигляді вишкрібання під час четвертинного періоду. Після танення льодовикових щитів, еродовані западини перетворилися на численні озера, що спостерігаються зараз у Фінляндії та Швеції. На окремість гірських порід підмурівка особливо впливали вивітрювання та ерозія, залишаючи після себе затоки моря та озера.